# Квок

Квок

Квок — колотушка, производящая булькающие звуки при ударе по воде (отсюда название). Применяется при ловле сома. Удар квока слышится как громкий щелчок, при этом сом покидает яму и движется по направлению к источнику звука. До сих пор точно не установлено, что привлекает сома в звуках, издаваемых квоком. Одни считают, что подобный звук производит сом при заглатывании пищи с поверхности воды, другие, что игра квока похожа на звуки призыва самки сома. Возможно, это простое любопытство сома. Игра квоком требует определённого мастерства и опыта. Как правило, при квочении производится три-четыре удара квоком по водной поверхности, после чего следует пауза, затем всё повторяется вновь.
На квок ловят с лодки. Сама снасть представляет собой леску на удилище или мотовильце, к которой привязаны грузило и крючок. Насадкой служат: живец, лягушка, пучок червей, линючий рак, моллюски, гнилое (тухлое) мясо и др. Лодку располагают над сомовьей ямой. Насадку опускают на 4—6 метров от поверхности воды.
Квоки изготавливают из различных материалов. Бывают: деревянные, металлические с деревянной рукояткой. В рыболовных магазинах продаются квоки фабричного производства. Существуют квоки нескольких конструкций.
Ловля сома на квок больше распространена в южных регионах России и Украине. Большим специалистом по ловле квоком был известный учёный-механик Николай Гурьевич Четаев.